# Mourad Bourboune
Mourad Bourboune est un poète, romancier et scénariste algérien de langue française né le 23 janvier 1938 à Jijel. 

## Biographie
Après des études de lettres à Constantine puis à Tunis, Mourad Bourboune s’inscrit à la Sorbonne à Paris, où il participe à la grève des étudiants de 1956. Membre de la Commission de presse et de l’information de la Fédération de France du FLN à partir de 1959 puis adjoint au Comité fédéral, il rencontre en 1961 Mohamed Boudia. Son premier roman Le mont des genêts qui dépeint l'éclatement du monde colonial paraît à Paris en mai 1962.
Après l'indépendance de l'Algérie Mourad Bourboune devient rédacteur en chef de l’organe central du FLN, El Moudjahid puis chef de cabinet du ministre du travail et des Affaires sociales, Bachir Boumaza. Il dirige en octobre 1963 la Commission culturelle créée par le Bureau politique au sein du FLN. Tandis que Mohamed Boudia développe les activités du Théâtre national algérien, Mourad Bourboune anime la revue Novembre et participe aux débats sur la culture nationale qui s’expriment dans Révolution africaine dirigée par Mohammed Harbi. Il est parmi les fondateurs, le 28 octobre 1963, de l’Union des écrivains algériens, auprès notamment de Mouloud Mammeri, Jean Sénac, Lâadi Flici et Djamel Amrani, dirigeant la Commission culturelle créée par le Bureau politique au sein du FLN. 
En 1964 Mourad Bourboune est présent dans l'anthologie Espoir et parole et participe à la tentative du journal Alger-Ce soir fondé par Mohamed Boudia. Il préface l'exposition collective Peintres algériens au Musée des arts décoratifs de Paris en avril 1964 et la première exposition de l’UNAP à Alger en juin.
« Peut-il y avoir un droit de propriété sur une langue ? Est-ce que pour le français et à notre insu un brevet d'invention a été déposé ? Une langue venue de la colonisation est-elle nécessairement une langue colonisatrice ? Une langue appartient à qui sait la manier, la briser et la plier aux exigences de la création, la force à exprimer son émoi profond. En utilisant la langue des "colonisateurs", les écrivains algériens n'ont pas commis une "littérature colonisée", mais imposé une littérature libre et libérée, une littérature qui leur est propre et qui n'est pas l'arrière-salle ou le prolongement exotique de la littérature française. », écrit-il en mars 1965.
Après le Coup d'État de 1965 en Algérie de Houari Boumédiène, Mourad Bourboune s'installe en France, journaliste pendant quelque temps à Demain l'Afrique. Son second roman, Le Muezzin, publié en 1968, dénonce la « révolution avortée » et la confiscation du pouvoir algérien depuis 1965,

## L'œuvre
Dans l'Anthologie de la nouvelle poésie algérienne qu'il publie en 1971 Jean Sénac distingue une première génération d'écrivains qui, à partir de 1954, « allait pendant quelques années mettre le verbe au service de la libération du territoire » et mener  « une insurrection de l'esprit »». Depuis l'indépendance « une nouvelle génération s'est manifestée qui, bien que profondément marquée par la guerre, a essayé d'exprimer ses préoccupations, ses problèmes, son ambition, dans des œuvres au ton souvent direct et parfois agressif », poursuit Sénac, plaçant Mourard Bourboune parmi ses principaux représentants.
Esquissant durant la décennie suivante dans Les Mots migrateurs le parcours historique de cette poésie algérienne de langue française, Tahar Djaout, qui précise que Jean Amrouche pourrait constituer à lui seul une « génération » antérieure, réunit pour celle « des poètes nés autour des années 20 ou 30 » les mêmes noms. Il analyse ensuite l'originalité des écrivains nés autour des années 40, dont Mourad Bourboune, qui « ont commencé à poser les questions vitales et à dévoiler les contradictions d'une société politiquement indépendante ».
Les poèmes de Mourad Bourboune figurent dans la plupart des anthologies de poésie algérienne de langue française.

### Éléments de bibliographie

#### Poésie
- Le Pèlerinage païen, illustrations de Jean de Maisonseul, Paris-Alger, éditions Rhumbs, 1964, non paginé.
- Le Pèlerinage païen et autres poèmes (réédition du texte d'origine publié en 1964, accompagné de poèmes inédits), Alger, éditions Bouchène, 2002, 81 pages.

#### Romans
- Le Mont des genêts, Paris, Julliard 1962, 303 pages. Réédition : Alger, éditions Bouchène, 1989.
- Le Muezzin, Paris, Christian Bourgois, 1968, 315 pages.
- Le Muezzin bègue (extrait de Le Muezzin, livre de bibliophilie), illustrations d'Abdallah Benanteur, Ivry-sur-Seine, A. Benanteur, 1970.

#### Dans journaux et revues
- « Les écrivains algériens débattent des problèmes de la culture » (Assia Djebar, Mohamed Boudia, Mourad Bourboune, Mouloud Mammeri, M.-Ch. Sahli et Jean Sénac, dans El Moudjahid, n° 113, Alger, 2 février 1963 et n° 114, 9 février 1963.
- « Éclatement pluriel » (poème), dans El Moudjahid, n° 118, Alger, 9 mars 1963. Repris dans Le Peuple, Alger, 27 septembre 1963.
- « Les dieux brûlés » (extrait de roman), dans Alger républicain, 6 mai 1963.
- « La vocation de la culture algérienne », dans Atlas-Algérie, n° 28, Alger, 11 octobre 1963. Repris dans El Moudjahid,  n° 149, Alger, 12 octobre 1963, et dans Révolution africaine, n° 37, Alger, 12 octobre 1963..
- « Exorcisme pour un déchiré » (réponse à Mostefa Lacheraf), dans Révolution africaine, n° 45, Alger, 7 décembre 1963.
- « D'abord être nous-mêmes », dans Révolution africaine, n° 49,  Alger, 4 janvier 1964.
- « Novembre » (poème), dans Novembre, n° 1, Alger, avril-mai 1964, p. 9-10.
- « Abdelkader » (poème), dans Novembre, n° 2, Alger, juillet-août 1964, p. 7-11.
- « Le pèlerinage païen », (poème), dans Le Peuple, Alger, 19 janvier 1965.
- « Je ne puis garder le silence », dans Le Nouvel Observateur,  Paris, 4 mars 1965 (repris sous le titre « Face à une littérature authentiquement nationale »  dans Révolution africaine, n° 111, Alger, 13 mars 1965,
- « Pour un retour du jasmin », dans Alger-Ce soir, Alger, 6 mai 1965.
- « Mouloud Feraoun », dans Les Nouvelles littéraires, Paris, 20 mai 1972.

#### Anthologies
- Denise Barrat, Espoir et parole, poèmes algériens recueillis par Denise Barrat, dessins de Abdallah Benanteur, Paris, Pierre Seghers, 1963 [« Éclatement pluriel », p. 233-237]. Réédition : Paris, Le Lierre et Coudrier, 1992.
- Albert Memmi, Anthologie des écrivains maghrébins d’expression française, Paris, Présence africaine, 1965, 299 p. [« La Casbah », « Scolastique et culture musulmane », « Au nom de la vie »].
- Jacqueline Lévi-Valensi et Jamel Eddine Bencheikh, Diwan algérien, La poésie algérienne d'expression française de 1945 à 1965, Centre Pédagogique Maghribin, 1967, p. 224-225
- Pour l'Afrique, textes algériens réunis et présentés par Mustapha Toumi, Alger, SNED, 1969 [« Novembre », p. 57-59].
- Anthologie de la littérature algérienne, 1950-1987, introduction, choix, notices et commentaires de Charles Bonn, Paris, Le Livre de poche,  n° 4287, 1990, p. 105-106.
- Ali El Hadj Tahar, Encyclopédie de la poésie algérienne de langue française, 1930 - 2008, en deux tomes, Alger, éditions Dalimen, 2009.  (ISBN 978-9961-759-79-0)

#### Entretiens
- Témoignage chrétien, Paris, 14 décembre 1962.
- Le Peuple, Alger, 24 mai 1963.
- El Moudjahid, n° 170, Alger, 7 mai 1964.
- L'Afrique littéraire et artistique, n°8, décembre 1969 p. 20-23.

#### Scénarios
- Mohammed Lakhdar-Hamina,  La dernière image, présenté au Festival de Cannes en 1986.
- Amar Laskri, Les Portes du silence, 1987.
- Ghaouti Bendedouche, L’archipel de sable, 2007.
- Larbi Ben M'hidi, 2018. Scénario modifié et film interdit de projection en Algérie : [lire en ligne].

#### Sur Mourad Bourboune
Sur Le Mont des genêts:
- El Moudjahid, n° 107, Alger. 22 décembre 1962.

Sur Le Muezzin:
- Jeune Afrique, n° 404, Paris, 30 septembre 1968.
- La Quinzaine littéraire, n° 71, Paris, 16 novembre 1968.
- Le Monde, Paris, 8 février 1969.
- Le Nouvel observateur, Paris 29 octobre 1969 (texte de Jean Pélégri).

Ouvrages généraux:
- Jean Déjeux, « Mourad Bourboune ou Le pèlerinage païen », dans Littérature maghrébine de langue française, Sherbrooke (Canada), Éditions Naaman, 1973. Réédition : 1978 ; édition revue et corrigée, 1980, p. 356-380.
- Jean Déjeux, La littérature algérienne contemporaine, Paris, Presses universitaires de France, coll. « Que sais-je ? », 1975, p. 84-85.
- Ghani Merad, La littérature algérienne d'expression française, Paris, Pierre-Jean Oswald, 1976.
- Jean Déjeux, Dictionnaire des auteurs maghrébins de langue française, Karthala, Paris, 1984, p. 117, p. 83.